# زبان‌های ایرانی غربی
زبان‌های ایرانی غربی، شاخه‌ای از زبان‌های ایرانی هستند. پارسی باستان (قرن ششم پیش از میلاد) و مادی کهن‌ترین زبان‌های ایرانی غربی هستند.
زبان‌های ایرانی غربی به دو گروه «شمال‌غربی» و «جنوب‌غربی» دسته‌بندی می‌شوند.

## زبان‌ها
- گروه شمال‌غربی:

1. مادی†
2. پارتی†
3. آذری باستان†
4. زبان‌های کاسپین:
  1. زبان گیلکی (بیه پیش، بیه پس)
  2. زبان تالشی (تالشی شمالی یا گشتاسبی، تالشی میانی، تالشی جنوبی)
  3. زبان‌های تاتی (هرزنی-دیزماری، خلخال، طارم-کباته، خوئین زنجان، تاتی جنوبی، شمال و شمال خاوری قزوین، الویر و ویدر، وفس، رودبار و…)
  4. زبان مازندرانی (سارَوی، بابُلی، آمُلی، لُفوری؛ سوادکوهی، سالوسی، کِلاری، شَهسَواری؛ گرگانی†، دِلَندی/ دَلَندی؛ زبان شهمیرزادی، الیکایی، طالقانی، قصرانی، خُلَردی، فیروزکوهی؛ اَستَرآبادی/ اِستَرآبادی، کَتولی، چالوسی، کلارستاقی، کجوری)
  5. زبان‌های سمنانی: زبان سمنانی، زبان سَنگسَری، لاسگِردی، سُرخه‌ای، اَفتَری، بیابانَکی
5. کردی: سورانی (کردی مرکزی)، کرمانجی (کردی شمالی)، کردی جنوبی[۲]
6. زازا-گورانی: گورانی (هَوْرامی/اورامی)، باجِلانی / باجَلانی، کرمانجکی (زبان زازاکیِ شمالی)، زبان دیملی (زبان زازاکیِ جنوبی)، زبان شَبَکی، سَرلی
7. بلوچی: زبان بلوچی، کُرُشی
8. گذرخانی، کَباته‌ای، کجلی، کرنگانی (گویش آذری ذکر کرده‌اند)، خورش‌رستمی، مراغی، رزجردی، شاهرودی

- گروه جنوب‌غربی:

1. پارسی باستان†
2. پارسی میانه†
3. فارسی: فارسی ایران، فارسی افغانستان، فارسی تاجیکی، فارسی هزارگی، سیستانی، فارسی جیدی، یهودی-بخارایی، زبان ایماقی، دَروازی، دِهواری، فارسی پهلوانی، شوشتری، دزفولی
4. لری:زبان لری (سه گویش مادر: لری شمالی، لری بختیاری، لری جنوبی، و زیر گویش‌های لری ممسنی، لری رامهرمزی، لری هندیجانی. لری بالاگریوه ایی، لری خرم‌آبادی، لری خرم‌آبادی، لری بروجردی، لری چگنی، لری نهاوندی، لری سیلاخوری، لری گاپله ای، لری بویراحمدی، لری بهمئی، لری لیراوی، لری ملایری، لری تویسرکانی،لری دشتستانی،
5. مستقل: گویش‌های منطقه فارس، گویش کلیمیان شیراز، زبان اچمی، زبان کُمزاری، زبان بَشاگَردی، گویش‌های گرمسیری، کوهمره ایی،بهبهانی

- گروه مرکزی:

1. تفرش: زبان آشتیانی، آمُره‌ای، کهکی، زبان وَفسی، گویش کلیمیان همدان، الویری-ویدری (الویری، ویدری)
2. شمال‌غربی: زبان خوانساری (خوانساری، گویش کلیمیان خوانسار)، محلاتی، وانِشانی، گویش کلیمیان گلپایگان
3. شمال‌شرقی: آرانی، بیدگُلی، دِلیجانی، نَشلَجی، زبان ابوزیدآبادی، قُهرودی، بادرودی، کامویی، جُوشَقانی، مِیمه‌ای، ابیانه‌ای، زبان سویی/ سُهی، بادی، زبان نطنزی (نَطَنزی، فَریزَندی/ فَریزهَندی، یارَندی/ یارَنی)، کَشه‌ای، طاری، طَرْقی، گویش کلیمیان کاشان
4. جنوب‌غربی: زبان گَزی، سِدِهی، اردِستانی، نُهوجی، سَجزی، زبان جرقویه‌ای، رودَشتی، کَفرودی، کَفرانی/ کَفرونی، گویش کلیمیان اصفهان
5. جنوب‌شرقی: دری زرتشتی (یزدی، کرمانی، گویش کلیمیان یزد، گویش کلیمیان کرمان)، زبان نایینی (نایینی، انارَکی)، زِفره‌ای، وَرزَنه‌ای (ورزِنه‌ای)، تودِشْکی، کِیجانی، آبْچویه‌ای
6. کویری: زبان خوری، فَروی، گرمه‌ای، مِهرْجانی، ایراجی
7. سیوندی: زبان سیوَندی